# 马来西亚联邦8号公路
马来西亚联邦8号公路，又称吉隆坡—哥打峇鲁公路，全长约402.7公里，为连接马来西亚彭亨州文冬至吉兰丹州哥打峇鲁的联邦公路。 该公路最初由两部分组成：哥打峇鲁-瓜拉吉赖路段与文冬-瓜拉立卑路段。

## 路线背景
联邦8号公路的起点为彭亨州文冬，接驳吉隆坡—加叻大道，与联邦9号公路一同沿着蒂迪旺沙山脉（Titiwangsa Range）东麓向北延伸至劳勿，继而转向靠近登嘉楼一侧，穿越瓜拉立卑，随后沿大汉山脉（Tahan Range）西麓进入吉兰丹州，至瓜拉吉赖后再沿吉兰丹河东岸北上，最终于哥打峇鲁结束。
联邦8号公路特别是哥打峇鲁至瓜拉吉赖路段常年交通拥堵，尤其逢开斋节等节庆假期更为严重。2014年开斋节期间，从吉隆坡前往哥打峇鲁的车程甚至超过16小时。

## 历史背景
联邦8号公路的一部分源自于1887年，由当时公共工程局修建的瓜拉古堡－瓜拉立卑公路，也为彭亨州最早的骨干线。1915年，特拉南至文冬段通车，而哥打峇鲁－瓜拉吉赖路段也于同期建设，与连接登嘉楼与关丹的联邦3号公路一同开发。
1958年，为配合联邦土地发展局（FELDA）在鲁拉比律的新垦殖区开放，劳勿至文冬的旧路段被一条更笔直的新路段取代，并被重编为联邦218号公路。
1980年代前，位于该公路中部的瓜拉立卑至瓜拉吉赖段仍未贯通，形成长达219公里的“断裂带”。该路段于1981年正式动工，分为两段建设：瓜拉吉赖至话望生段于1983年8月竣工，话望生至瓜拉立卑段则于1986年通车。